# François de Sarre
 (janvier 2013).
Si vous disposez d'ouvrages ou d'articles de référence ou si vous connaissez des sites web de qualité traitant du thème abordé ici, merci de compléter l'article en donnant les références utiles à sa vérifiabilité et en les liant à la section « Notes et références ».
François de Sarre, ou François Charousset de Sarre, né le 16 mai 1947 à Dudweiler, dans la Sarre, en Allemagne, et mort le 5 févirer 2025, est un zoologiste franco-allemand spécialisé en ichtyologie et en sciences de l'évolution.

## Parcours
François Charousset de Sarre a étudié de 1964 à 1973 la zoologie, la botanique et la paléontologie à l'université de la Sarre, à Sarrebruck. Après quelques années consacrées à la recherche en Tunisie (1973-1976), il devient consultant et auteur de publications scientifiques destinées au grand public, principalement en France et en Allemagne. Lié d'amitié avec le chercheur belge Bernard Heuvelmans, il se passionne pour la théorie de la bipédie initiale, dont il est un ardent défenseur. En 1988, il fonde à Nice le CERBI (Centre d'études et de recherches sur la bipédie initiale). De 1989 à 1991, il participe aux fouilles du Laboratoire d'anthropologie du Lazaret, à Nice. François de Sarre est membre de la Societas Europea Ichthyologorum (SEI), à Francfort-sur-le-Main.

## Recherches
Les champs de recherche de François de Sarre sont l'ichtyologie, les sciences de l'évolution, la théorie de la bipédie initiale, ainsi que la cryptozoologie en souvenir du zoologiste belge Bernard Heuvelmans (1916-2001), également partisan d'un bipédisme initial des premiers mammifères.
François de Sarre est l'auteur ou le coauteur d'une centaine de publications, dans la presse spécialisée (ichtyologie) ou dans des magazines de vulgarisation scientifique.

### Théories conspirationnistes
Il est aussi un des rares défenseurs francophones de la Nouvelle chronologie, une révision de la chronologie historique rejetée par la quasi-totalité de la communauté des historiens, des mathématiciens et des astronomes. Il a exposé ses idées à ce sujet dans l'ouvrage Mais où est donc passé le Moyen Âge ? Le Récentisme, publié en 2013 aux éditions Hadès. Selon lui, notre calendrier compterait environ 800 ans de trop. Ce surplus s’expliquerait par « un événement catastrophique majeur, venu bouleverser le cours de l’Histoire, en Europe et ailleurs », comme par exemple l’impact d’une comète vers 1350.
Entre autres, il collabore au magazine Top secret de Roch Saüquere.

## Publications
- (en) The Theory of Initial Bipedalism on the question of Human Origins, Biology Forum, 87 (2/3) : 237-258, université de Pérouse (italien), Tilgher Genova,  (ISSN 0035-6050), 1994 (le premier article moderne sur la bipédie initiale à faire l'objet d'une communication dans une revue scientifique universitaire)
- (de) Als das Mittelmeer trocken war, Efodon-Dokumentation, vol. 40, 126 p., Hohenspeissenberg, 1999  (ISBN 978-3932539190)
- Sirènes et hommes-marins, avec Pascal Cazottes, éd. Les Trois spirales, 2006  (ISBN 2-84773-038-9)
- Mais où est donc passé le Moyen Âge ? Le récentisme, Les éditions Hadès 2013  (ISBN 979-1092128048), 355 pages
- La Bipédie initiale - Essai sur l'Homme d'hier et d'aujourd'hui, Les éditions Hadès, 2014  (ISBN 979-10-92128-08-6), 284 pages